# Grondstof
Grondstof is een onbewerkt en ruw materiaal dat in een productieproces wordt gebruikt voor de fabricage van producten of halffabricaten. Natuurlijke grondstoffen zijn bijvoorbeeld vruchtbare aarde, olie, mineralen, hout en de opbrengst van landbouwgewassen zoals graan. In productieprocessen kunnen ook niet-natuurlijke grondstoffen gebruikt worden, met name kunststoffen, in de vorm van halffabricaten.
De aanwezigheid van natuurlijke grondstoffen in een land is vaak bepalend voor zijn rijkdom. De OPEC-landen met hun veelal grote voorraden olie zijn hier een voorbeeld van.
De laatste jaren worden door grootschalige winning en verbruik grondstoffen steeds schaarser, bijvoorbeeld: (zoet) water, zand, aardolie, aardgas, steenkool en metaalerts. Het is daarom van belang dat economieën zo min mogelijk afhankelijk zijn van eindige grondstoffen en zich richten op hernieuwbare grondstoffen. Zo zal hout, mits verstandig beheerd, niet opraken.